# Shirley Jackson
Pour les articles homonymes, voir Jackson.
Ne doit pas être confondu avec Shirley Ann Jackson.
Œuvres principales
- La Loterie (nouvelle, 1948)
- Maison hantée (1959)
- Nous avons toujours vécu au château (1962)

Shirley Jackson, née le 14 décembre 1916 à San Francisco en Californie et morte le 8 août 1965  à North Bennington dans le Vermont, est une romancière, novelliste et conférencière américaine, spécialiste du récit fantastique et d'horreur.
Au cours de sa carrière, longue de deux décennies, elle rédige près de six romans, deux essais et plus de 200 nouvelles.
Elle se fait connaître grâce à sa nouvelle La Loterie, publiée en 1948, puis son livre Maison hantée (1959), qui est tenu par Stephen King pour l'un des meilleurs romans fantastiques du XXe siècle,. Nous avons toujours vécu au château, son dernier roman publié au début des années 1960, la porte à l'apogée de sa notoriété et fait d'elle une pionnière dans le genre du néo-gothique et de l'horreur moderne.
Ayant longtemps alterné entre une vie de famille où elle est seule à s'occuper de quatre enfants et l'écriture de nombreuses histoires publiées dans différents magazines, Shirley Jackson est profondément marquée par ses états dépressifs et anxieux ainsi que par ce clivage entre gestion du foyer et vie créative. Ses personnages, pour la plupart féminins, font écho à son statut de femme au foyer dans l'Amérique de la seconde moitié du XXe siècle, et ont fait d'elle une figure importante de la science-fiction féministe.
Dans la fin de sa vie, sa santé se détériore de façon significative, entraînant finalement sa mort en raison d'une insuffisance cardiaque en 1965.

## Biographie

### Famille et enfance
Shirley Jackson naît en 1916 à San Francisco, en Californie, au sein d'une famille aristocratique. Son père, Leslie Jackson, est un « nouveau riche » et self-made man : originaire d'une famille anglaise, il émigre aux États-Unis à l'adolescence pour refaire sa vie où son caractère travailleur et entreprenant lui permet d'acquérir un poste important au sein d'une entreprise d'imprimerie. Sa mère, Geraldine Jackson, née Bugbee, est une femme mondaine issue d'une famille fortunée : Samuel Charles Bugbee, son arrière-grand-père, était un grand architecte qui dirigeait la compagnie franciscanaise S. C. Bugbee & Son durant la seconde moitié du XIXe siècle, connue pour avoir fait bâtir de nombreux hôtels particuliers sur Nob Hill, notamment les demeures de Leland Stanford et Charles Crocker (la plupart ayant été par la suite détruits au cours du séisme de 1906),. Sa grand-mère, Mimi, était une pratiquante de la Science chrétienne : le début du XXe siècle correspondait à un intérêt grandissant pour l'occultisme et le spiritualisme, traduit chez les Bugbee par l'utilisation récurrente de planche de Ouija, parfois en présence de Shirley et de son frère. Shirley, sceptique de cette vision du monde portée par sa grand-mère, dira plus tard à ses enfants que Mimi, morte d'un cancer de l'estomac sans jamais avoir accepté de traitement médical, était morte par la faute de la Science chrétienne.
Dans son enfance, Shirley a une relation conflictuelle avec sa mère qui perdurera toute sa vie, celle-ci dénigrant souvent son apparence « négligée » et « peu féminine », son poids, son mode de vie « désordonné » ou encore les thèmes et sujets exploités dans ses romans.
La famille vit au sein du quartier de Burlingame, banlieue aisée de San Francisco. Shirley, négligée par sa mère qui semble lui préférer son jeune frère Barry, se sent étrangère dans sa propre famille ; elle passe son temps libre à écrire des histoires qu'elle cache dans son bureau, mais aussi à dessiner des esquisses minimalistes satirisant sa vie et ses proches, lui arrivant même de s'envisager en future cartooniste professionnelle. Assistante éditrice de la revue de son premier établissement d'enseignement secondaire, elle a déjà rédigé par le passé une pièce de théâtre pour sa graduation de cours moyen de deuxième année, ainsi que plusieurs poèmes psalmodiques avec un caractère religieux révélant l'influence de la Science chrétienne. À neuf ans, elle est déjà capable d'écrire avec une rythmique et une métrique régulières. Elle fait publier sa première œuvre, un poème intitulé The Pine Tree, à l'âge de douze ans, grâce à un concours organisé par le Junior Home Magazine en février 1929. Parallèlement, elle entretient plusieurs journaux intimes, dont le plus vieux conservé débute en janvier 1932.

### Jeunesse et études universitaires

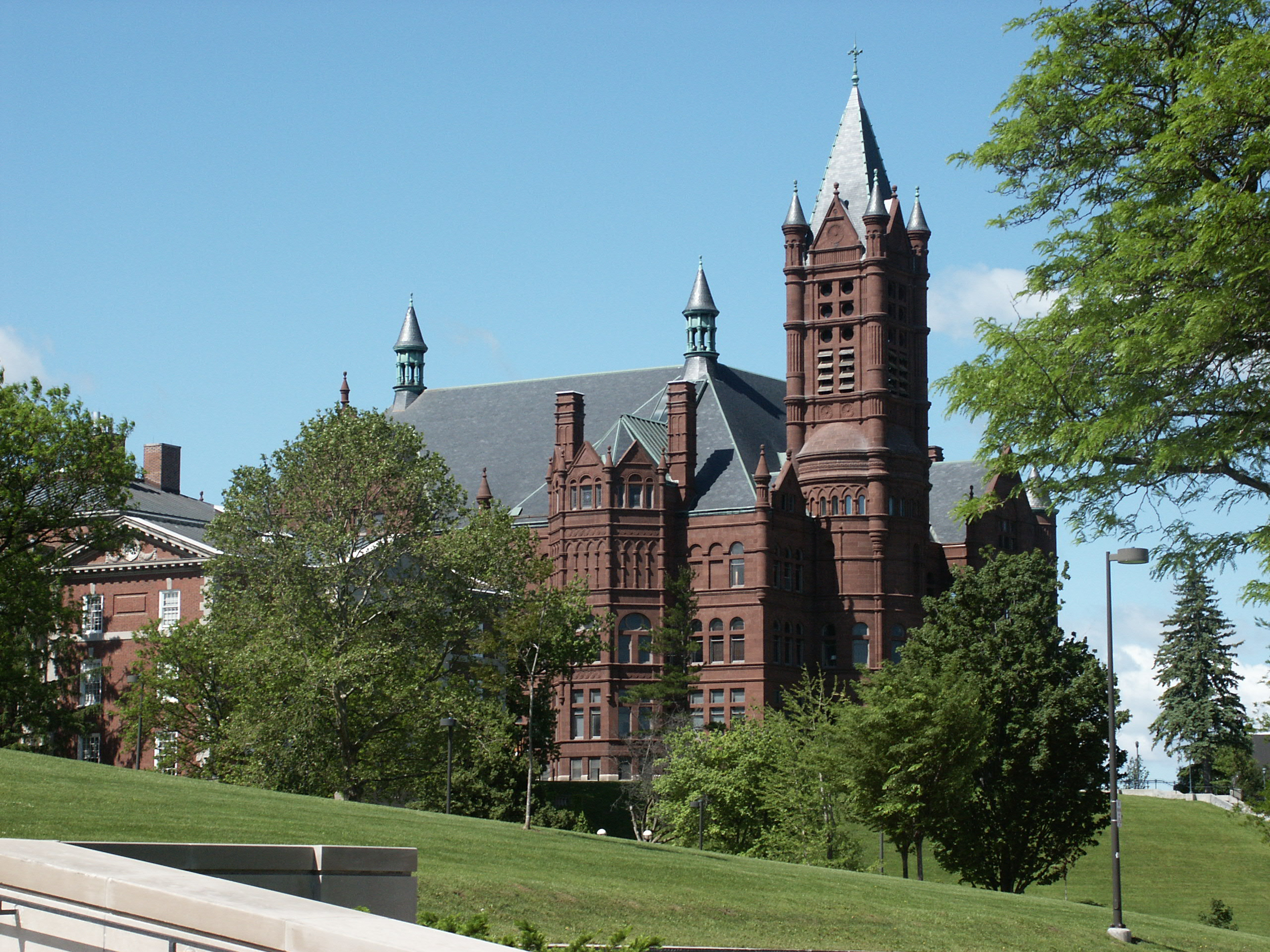
L'université de Syracuse.

À la fin de son adolescence, la famille déménage à Rochester (État de New York), sur la côte est. Elle fait sa dernière année d'enseignement secondaire au Brighton High School, où elle ne se sent pas vraiment épanouie. Elle façonne à cette époque toute une mythologie centrée autour de la figure d'Arlequin, issue de la commedia dell'arte. Gourmande lectrice, elle découvre et admire des œuvres telles que les contes des frères Grimm, Le Magicien d'Oz de L. Frank, Tarzan d'Edgar Burroughs ou encore Le Rameau d'or de George Frazer qu'une étudiante française et amie à elle, Jeanne Marie Bedel, lui fait découvrir. Après avoir été renvoyée de l'Université de Rochester où elle étudie, entrainant sa première dépression, elle entre en 1937 à l'université de Syracuse, dont elle sortira diplômée en 1940. Là-bas, elle s'intéresse notamment à la littérature et au journalisme. Durant ses années universitaires, Shirley Jackson se plaît aussi à « étudier » la sorcellerie et les sciences ésotériques, et collectionne plusieurs ouvrages sur le sujet. Elle rejoint l'équipe éditoriale de la revue littéraire de l'université, The Meloria, où elle rencontre son futur mari, Stanley Edgar Hyman, et fait publier ses premières histoires. Stanley, qui est le premier à croire en son talent et à l'encourager dans l'écriture, partage avec elle une complicité intellectuelle et finit par la demander en mariage en 1938. Malgré cela, la période de fiançailles s'étend, Stanley étant issu d'une famille juive malgré son athéisme déclaré : leur relation est alors mal perçue par leurs familles respectives,.

### Mariage et vie de famille
Après avoir reçu leur diplôme de journalisme, Shirley et Stanley se marient dans la plus grande discrétion le 13 août 1940, puis s'installent dans le quartier de Greenwich Village, à New York. Pour gagner leur vie, tous deux contribuent dans des revues, notamment The New Republic et The New Yorker, Stanley en tant que critique littéraire dans la rubrique « Talk of the Town » et Shirley en tant qu'écrivain de fiction,. Ils donnent naissance à leur premier enfant, Laurence, en octobre 1942.

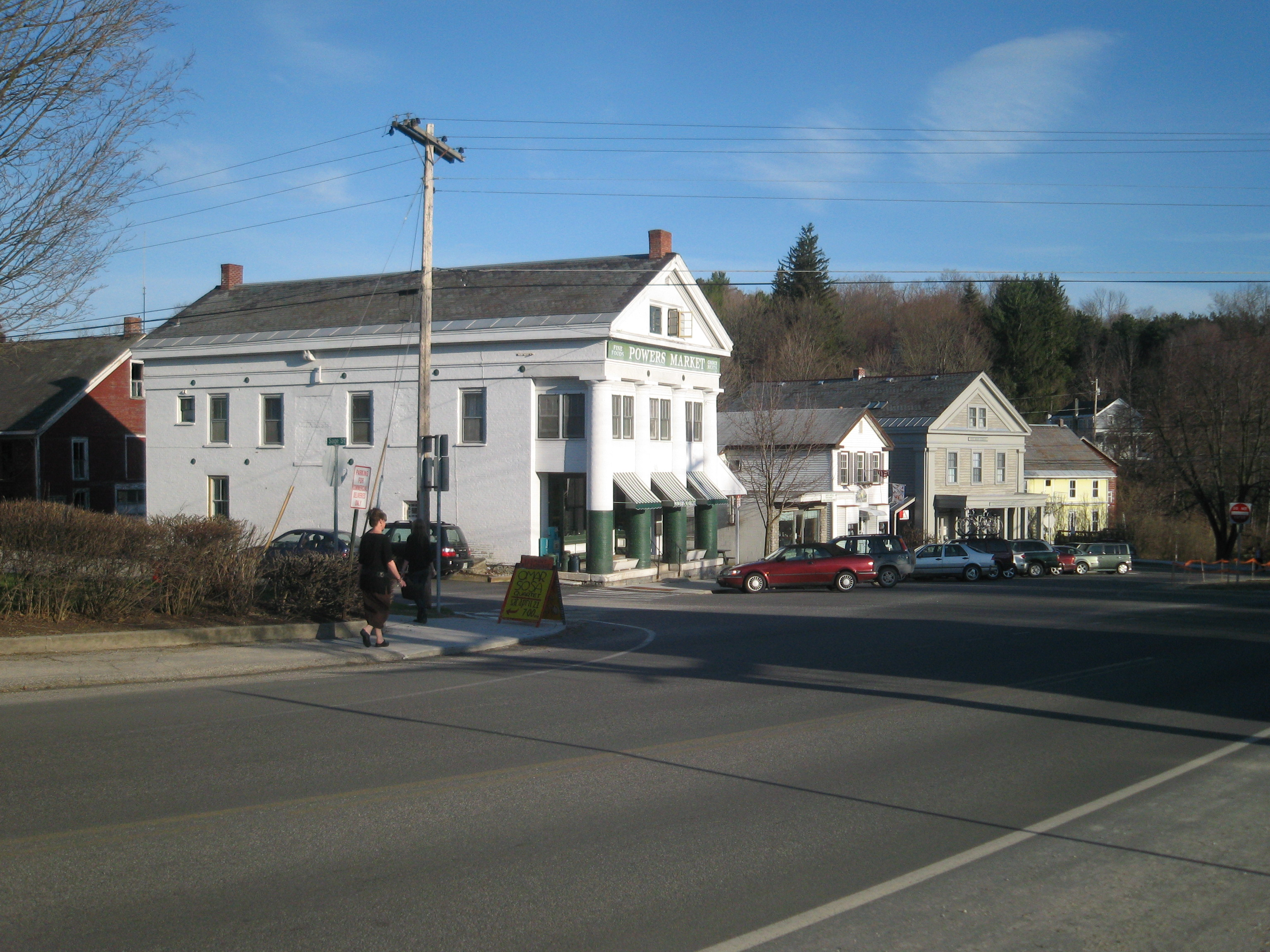
North Bennington (Vermont) et la boutique Powers Market où Jackson faisait ses courses.

En 1945, ils partent vivre à North Bennington, dans le Vermont, où Stanley est employé comme enseignant au Bennington College. Vivant dans une maison sur Prospect Street,, ils auront encore trois enfants : Joanne Leslie en 1945, Sarah Geraldine en 1948, et Barry Edgar en 1951. En 1949, à la suite de désagréments avec la faculté où travaille Stanley — soupçonné d'être un sympathisant communiste —, la famille déménage pour Westport, Connecticut, afin qu'il puisse reprendre son travail au sein du New Yorker,. C'est à cette époque que Shirley connaît ses premières crises d'agoraphobie et commence à prendre des médicaments, notamment des amphétamines et des barbituriques.
Le couple retourne finalement à North Bennington en 1953, lorsque le nouveau directeur du Bennington College invite Hyman à y reprendre son poste d'enseignant. Ils s'installent dans une maison sur Main Street où ils passeront le reste de leur vie : les murs de plusieurs pièces de cette demeure étaient recouverts de bibliothèques remplies de près de 7 000 livres, et ce chiffre ne cessera de croître jusqu'à la mort de Shirley, où il avoisinera les 30 000 livres. Jackson possédait aussi une grande collection de chats en céramique.

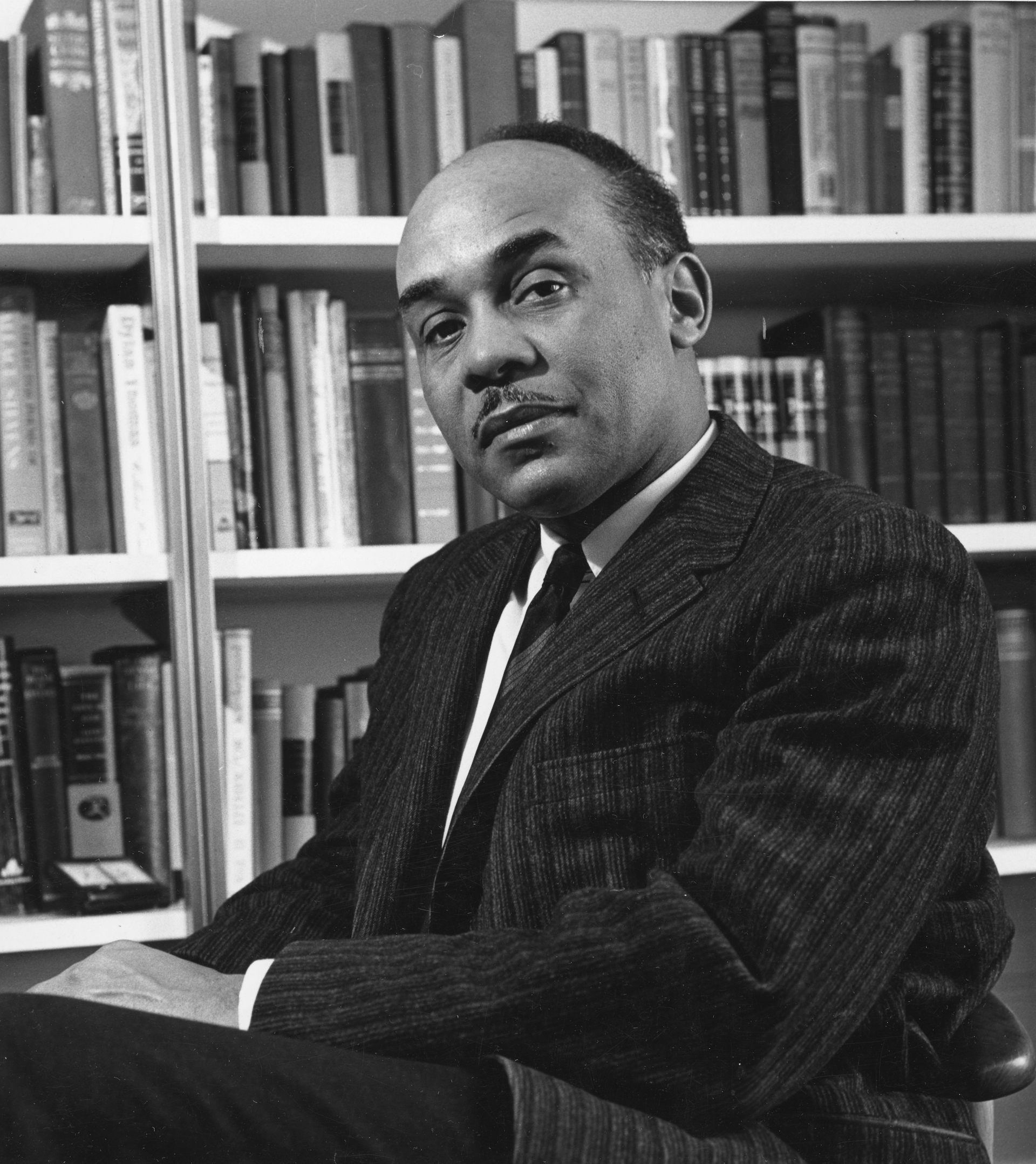
Ralph Ellison, l'un des plus grands amis du couple Jackson-Hyman.

De nombreux amis et artistes (musiciens, peintres, sculpteurs, poètes, écrivains) séjournent chez eux, notamment Dylan Thomas, Howard Nemerov, Bernard Malamud, Walter Bernstein et J. D. Salinger, formant avec eux une sorte de cercle social et intellectuel,: il arrive que des cocktails et dîners fastueux soient préparés, au cours desquels des parties de poker sont organisées avec leurs amis peintres et sculpteurs, où des séances de catch sont improvisées dans le jardin entre Hyman et Salinger… Durant ces réceptions, Jackson et leurs invités discutent de jazz, de baseball, d'art et de mythologie, de politique et de théorie littéraire. Leur plus grand ami proche, Ralph Ellison, séjourne lui aussi chez eux alors qu'il est attelé à la rédaction de son roman Homme invisible, pour qui chantes-tu ?,,,. Au cours de ces visites, Jackson et Hyman apparaissent auprès de leurs amis comme de « joyeux excentriques » et des « grands esprits » (selon les termes de Miles Hyman).
Après la publication de son plus célèbre roman, Maison hantée, en 1959, le couple se met à voyager pour assister à plusieurs congrès littéraires où Shirley apparaît en conférencière éloquente, notamment le congrès d'écriture de Suffield (Connecticut) auquel elle se rendra chaque année jusqu'en 1965.
Mais Stanley, au cours de ces années de mariage, ne se révèle pas être le mari parfait : inactif dans la gestion du foyer, couchant régulièrement avec ses propres élèves sans s'en cacher, peu tenu à la monogamie, il joue un rôle de patriarche rétrograde très oppressant pour sa femme, préférant s'enfermer dans son bureau avec sa machine à écrire tandis que celle-ci doit s'occuper du ménage, des courses et de l'éducation des enfants, alors même qu'elle est la principale source de revenue grâce à ses productions écrites. Leur premier enfant Laurence, alors âgé de deux ans, définit même la figure de son père comme étant celle d'un « homme lisant assis sur une chaise ».
Ce maintien du foyer par Shirley attise la jalousie de son mari, dont les critiques ont moins de succès que les écrits de sa femme : à ses amis et collègues, Stanley Hyman décrit Jackson comme une sorte d'« idiote douée » qui compose ses textes au cours d'épisodes de transe, en usant de l'écriture automatique. Malgré le fait que les publications de sa femme maintiennent à flot leur vie de famille, il reste le seul à s'occuper des finances,. Ce contexte familial pousse Shirley Jackson en 1958 à écrire une lettre où elle explique à son époux vouloir le divorce, mais elle n'osera jamais la lui donner. À défaut, elle se contente de raconter sa vie de famille dans ses publications semi-autobiographiques tardives, Démons en herbe et Mes sauvages chéris.

### Déclin de la santé et décès
Depuis son enfance, Jackson est en proie à une grande vulnérabilité émotionnelle. Complexée par son corps et son surpoids, elle subit régulièrement des remarques désobligeantes de la part de sa mère qui fragilisent son état psychologique. Pour parer à ces angoisses et vulnérabilités psychologiques, elle n'a d'autre issue que l'écriture qui, en plus d'être une passion et une profession, se révèle être pour elle le seul moyen de canaliser son anxiété. Dans l'essai « Memory and Delusion », rédigé à la fin de sa vie et paru dans le recueil posthume Let Me Tell You en 2015, elle écrit :
« Tant qu'on exprime ses angoisses par l'écrit, rien ne peut nous atteindre. »
Son mari participe lui aussi à empirer son état physique, en l'encourageant à manger plus et à préparer des plats copieux. L'agent de Jackson dira même qu'il dut « le regarder [Hyman] la farcir comme une oie ». En parallèle, Jackson développe de l'anxiété, des états dépressifs et une « peur des gens ». Grande consommatrice d'alcool et de tabac, elle contracte des problèmes d'asthme, d'étourdissement, d'épuisement et de douleurs articulaires dus à la cigarette, et son état mental la pousse à consommer en grande quantité des médicaments prescrits, parmi lesquels du dexamyl (mélange d'amphétamine et de barbiturique), de la thorazine et du valium. Un épisode de dépression nerveuse et d'agoraphobie aiguë particulièrement difficile la coupe du reste du monde pendant plusieurs mois après la publication de Nous avons toujours vécu au château, en 1962 : handicapée par un syndrome de la page blanche, elle se met à tenir un journal intime et entame une cure psychanalytique. Sa santé ne va en s'améliorant qu'à partir de 1964, où elle parvient à rédiger trois nouvelles.
Shirley Jackson décède dans son sommeil l'après-midi du 8 août 1965 à North Bennington à l'âge de 48 ans, des suites d'une insuffisance cardiaque,,. Elle est incinérée selon ses souhaits, et ses cendres sont conservées par ses enfants.

### Descendance
Shirley Jackson était la grand-mère de l'illustrateur franco-américain Miles Hyman.

## Carrière

### La Loterieet premières publications

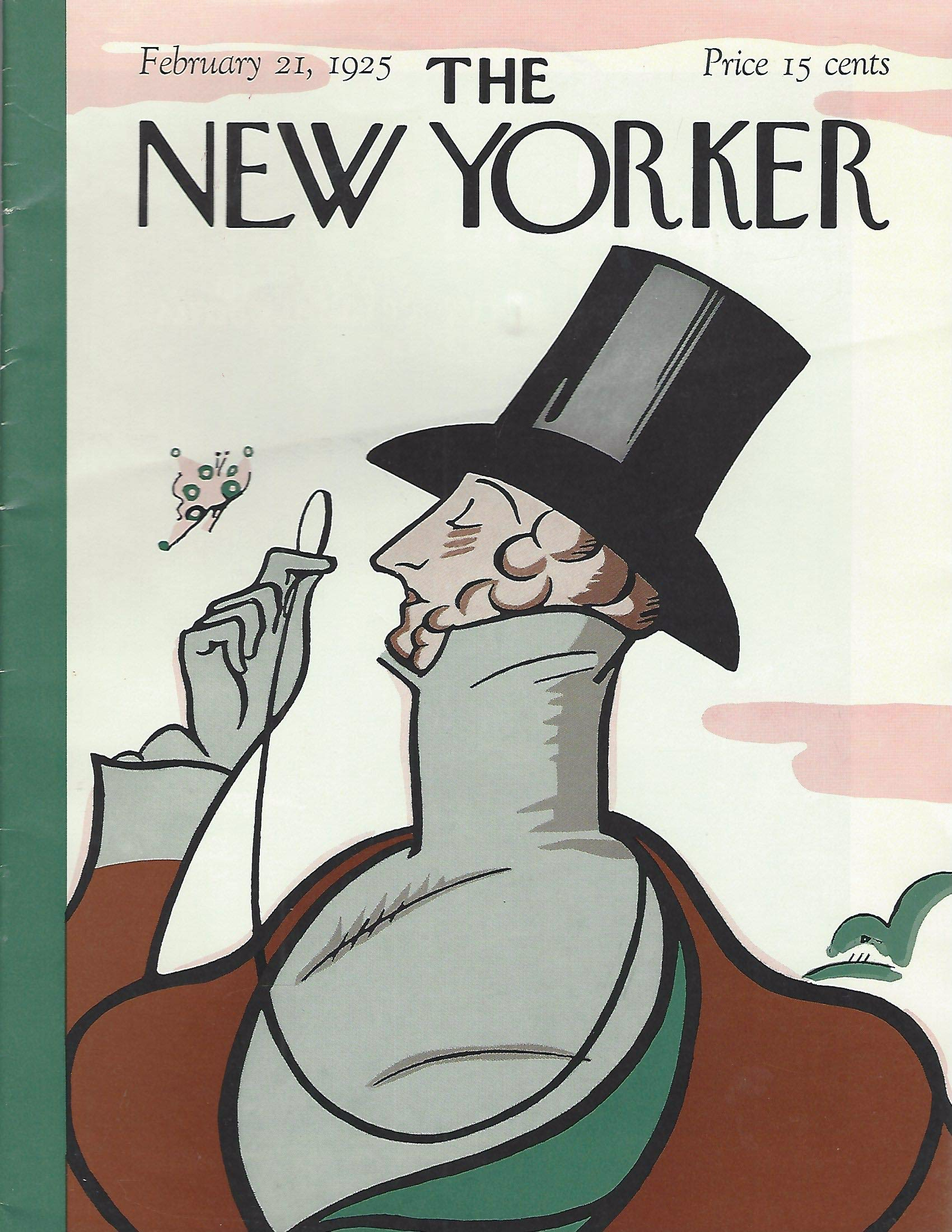
Première édition du New Yorker, magazine dans lequel Jackson fait paraître de nombreuses nouvelles, dont La Loterie.

Après quelques publications dans la revue littéraire de l'université de Syracuse, notamment sa première nouvelle Janice en 1938,, Shirley Jackson fait paraître son premier roman en 1948, The Road Through the Wall, un roman d'horreur semi-autobiographique inspiré de son enfance à Burlingame, en Californie, et dépeignant le racisme et l'antisémitisme présent parmi son voisinage. Rapidement après, le 26 juin 1948, sa nouvelle la plus célèbre, La Loterie, est publiée pour la première fois dans le magazine The New Yorker : la parution de cette œuvre, qui deviendra par la suite l'une des nouvelles du XXe siècle les plus célèbres de la littérature américaine, suscite de vives polémiques autour de ses thèmes (le poids du conformisme et de la tradition au sein de petites communautés), ainsi qu'un torrent de lettres de la part de lecteurs scandalisés par la chute de l'histoire. C'est la nouvelle qui engendra le plus de courrier de toute l'histoire du New Yorker.
En 1949, La Loterie est publiée dans un recueil intitulé La Loterie et autres histoires (The Lottery and Other Stories). S'y déploient ainsi les qualités qui font la notoriété de leur auteure : une mise en situation ancrée dans un quotidien banal, le passé trouble des personnages, l'entretien diabolique du doute sur les événements surnaturels qui s'imposent peu à peu.
Le second roman de Jackson, Hangsaman, est publié en 1951 et en partie inspiré de la disparition de Paula Jean Welden dans le triangle de Bennington, : le récit, très influencé et marqué par la vie de famille de Jackson, aborde les thèmes des abus sexuels, de la dépression, de la pression et de l'aliénation subie par les femmes dans les années 1950,.

Deux ans après, en 1953, elle publie son premier récit semi-autobiographique, Démons en herbe, qui connaît un grand succès et qui raconte l'histoire de son mariage et l'éducation de ses quatre enfants avec un ton humoristique et léger qui se distingue de ses nouvelles à caractère plus sombre et troublant,,. Cette ambivalence entre les registres comique et dramatique de l'œuvre de Jackson est définie par Miles Hyman en ces termes :
« […] je retrouve cet esprit du paradoxe où humour et effroi coexistent de manière naturelle, presque festive. »

### Maison hantéeet dernières parutions
En 1954 est publié The Bird's Nest, qui raconte l'histoire d'une femme aux personnalités multiples ayant une relation avec son psychiatre. En 1957 paraît son second mémoire, Mes sauvages chéris. Son roman suivant, Le Cadran solaire, publié en 1958, traite d'une famille de riches excentriques croyant avoir été élus pour survivre à la fin du monde. Pour la première fois, son mari refuse de tenir le rôle de premier lecteur et de critique, tant le sujet du livre le « terrifie ».
Le cinquième roman de Jackson, Maison hantée (The Hauting of Hill House) paraît en 1959. L'histoire, qui suit un groupe d'individus guidés par le Dr. Montague participant à une étude du paranormal au sein d'une vieille bâtisse de Nouvelle-Angleterre, est très vite devenu un classique du genre et un exemple illustre du récit de maison hantée. Il est considéré par Stephen King comme l'un des romans d'horreur les plus importants du XXe siècle.
Nous avons toujours vécu au château, sorte de roman gothique moderne et thriller psychologique, est le dernier roman de fiction publié par Jackson, en 1962, et la porte au pinacle de sa notoriété. Ce roman a connu une adaptation pour la scène.
Après une période de dépression nerveuse, elle commence à s'atteler en 1964 à la rédaction de Come Along With Me, un roman « drôle et joyeux » racontant la vie d'une femme après la mort de son mari, mais n'a jamais l'occasion de l'achever,.

### Publications posthumes
Plusieurs nouvelles et travaux inachevés de Shirley Jackson ont été publiés à titre posthume au cours des décennies qui ont suivi sa mort. La première parution posthume est faite par son mari en 1968, intitulée Come Along with Me, une anthologie regroupant son dernier roman inachevé ainsi que 14 nouvelles jusqu'alors jamais publiées (parmi lesquelles Louisa, je t'en prie, reviens à la maison).

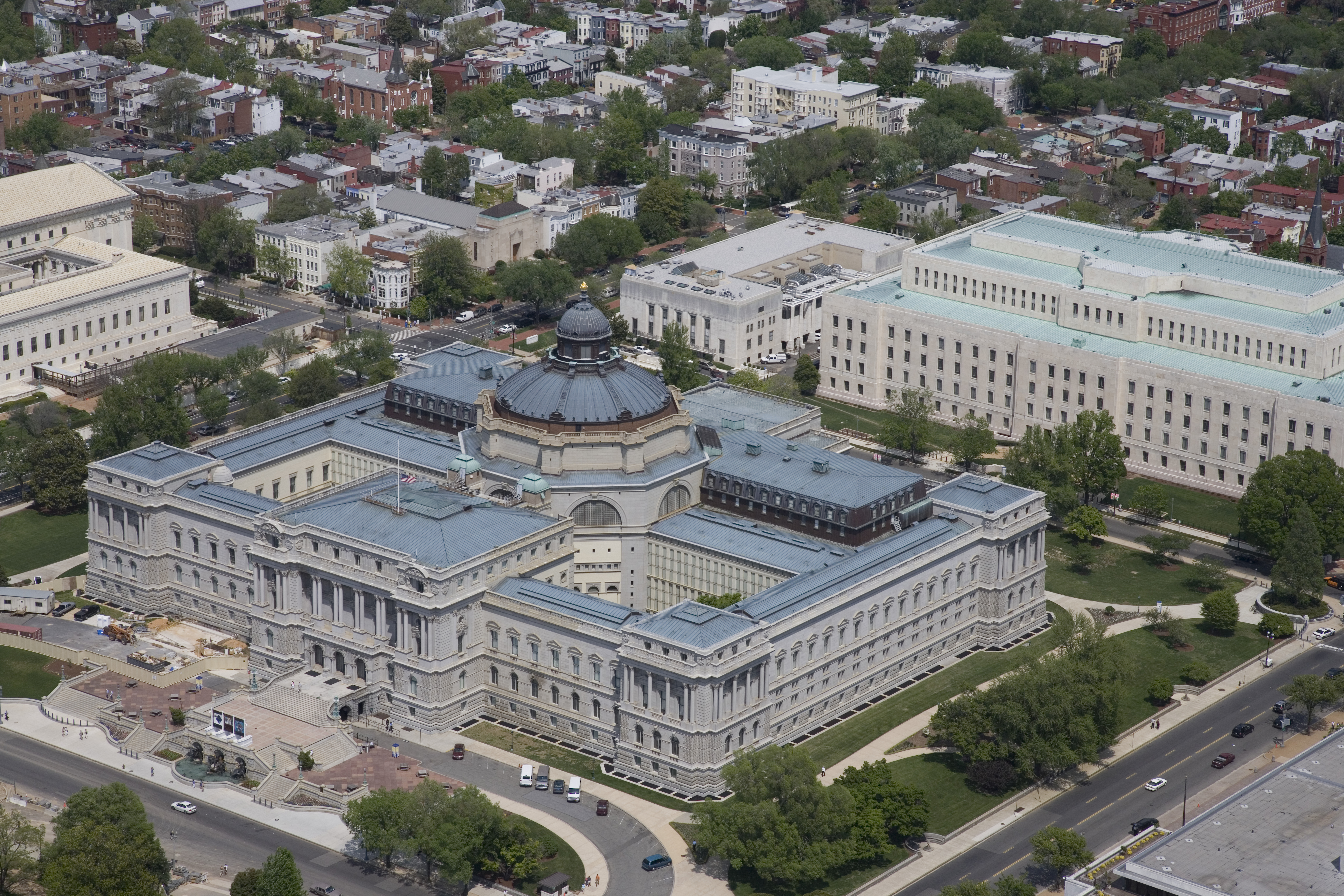
La Bibliothèque du Congrès, où de nombreux papiers, articles, dessins et histoires de Jackson sont conservés.

En 1996, après la découverte dans la maison des Jackson plusieurs autres histoires non publiées, une sélection en est faite et un recueil est publié la même année, sous le titre Just an Ordinary Day, du nom de la nouvelle One Ordinary Day, with Peanuts (Un jour comme les autres, avec des cacahuètes).
La plupart des papiers et articles de Shirley Jackson sont disponibles à la Bibliothèque du Congrès. The New Yorker publie le 5 août 2013 la nouvelle Paranoïa, qui aurait été retrouvée à la bibliothèque. En 2015, une collection d'histoires et d'essais rédigés par Jackson et pour la plupart jamais encore publiés paraissent sous le titre Let Me Tell You:  New Stories, Essays, and Other Writings.
En 2016, les éditions Penguin Books publient un recueil de d'histoires déjà publiées par le passé à travers divers magazines américains et recueils, qu'ils intitulent Dark Tales. La traduction française de cet ouvrage sort en 2019 sous le nom La Loterie et autres contes noirs.
En décembre 2020, une nouvelle histoire, Adventure on a Bad Night, est publiée pour la première fois dans le périodique britannique The Strand Magazine. En juin 2022, ce même magazine dévoile deux nouveaux textes courts de Jackson : Charlie Roberts et Only Stand and Wait.

## Analyse de l'œuvre

### Méthode de travail
L'écriture, pour Shirley Jackson, est avant tout un travail : c'est ce qui permet à sa famille de vivre. Secondée par son mari dans ses relectures et réécritures, la publication de ses nouvelles dans le New Yorker ou autres magazines féminins offrent une grande variété d'histoires. La rédaction, moins poussée, d'un récit par mois à caractère autobiographique sur sa vie de famille lui permet de gagner près de 1 000 dollars, et lui laisse ensuite du temps pour se concentrer sur des projets qu'elle considère plus « sérieux ».
Malgré les tâches ménagères, la cuisine et l'éducation de ses enfants, Jackson suit pendant plusieurs années une règle qu'elle s'est imposée : écrire un quota d'au moins dix pages chaque jour. Lorsqu'elle écrit, Jackson préfère s'enfermer plusieurs heures d'affilée dans son bureau, et n'en sort qu'une minute de temps à autre pour écrire des lettres ou préparer le déjeuner. À l'inverse, lorsqu'elle n'a pas le temps d'écrire, elle pense constamment à ses histoires — que ce soit en cuisinant ou nettoyant — et les imagine dans leur entièreté, ce qui lui permet, une fois assise à son bureau, de les rédiger d'une traite; « Je ne cesse pas de me raconter des histoires. », avoue-t-elle en conférence.
D'après son fils Barry, il n'y avait pas un seul jour au cours duquel on entendait pas le bruit des touches d'une machine à écrire au sein du foyer.
À propos de la création et de l'écriture de personnages, Jackson dit employer des images et symboles : selon elle, chaque personnage doit être constitué d'une « image basique » ou d'un « symbole fondamental » que l'auteur doit garder en tête, et qui se développe et se complexifie au fil de son accumulation d'informations et de détails — permettant ainsi le développement du personnage. Ce symbole ou cette image ont pour but de « […] saisir l'essence du personnage auquel ils appartiennent »,.

### Style littéraire

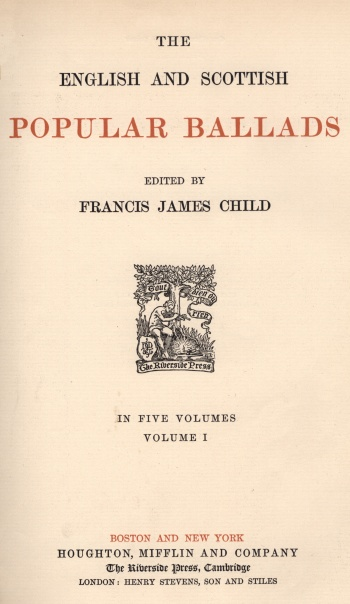
Édition de 1904 de ballades populaires anglaises et écossaises.

Selon son petit-fils Miles Hyman, le style de Shirley Jackson est grandement influencé par les « Child Ballads (en) » (ballades traditionnelles d'Angleterre, d'Écosse puis d'Amérique), que sa mère Geraldine lui a apprises dans son enfance : sa plume se traduit par une économie dans le langage, où l'emploi de phrases courtes et simples participe à une musicalité particulière des mots ainsi qu'à un style tranchant et efficace. Pour François Angelier, les mots employés ont un « caractère agencé » dénué de vide ou d'espace possible. Le style de Jackson est dense, malgré l'utilisation récurrente d'ellipses. La brièveté de ses phrases, entre autres, permet de priver le lecteur d'informations qui lui permettraient d'appréhender la suite et apporte une dimension imprévisible au texte qui peut mettre mal à l'aise (un caractère de « phrase battante », selon Angelier).
D'après Hyman, Jackson était particulièrement attentive à la ponctuation : les points et les virgules sont toujours utilisées au bon endroit, sans qu'il y en ai jamais une de trop,.
L'utilisation de l'humour dans ses textes sert aussi de moyen stylistique et narratif pour désamorcer la tension ou capter l'attention du lecteur, et ce à travers l'emploi provocateur d'adjectifs ou d'images servant à accentuer et souligner les propos. C'est ce que Jackson appelle elle-même de « l'ail dans la fiction » : selon elle, l'écrivain a pour seule véritable menace le lecteur, qu'il doit tenter d'appâter en utilisant des « […] astuces spécifiques, indécelables ou presque » par l'intermédiaire de son talent et de son art. Cet « ail » sert à souligner et accentuer, et de ce fait préserver l'intérêt du lecteur pour le récit tout en conservant sa caractéristique principale : il doit être utilisé avec parcimonie, pour ne pas gâcher la saveur du reste du récit,.
Stephen King, à propos de l'incipit de Maison hantée, définit le style de Jackson comme une « épiphanie » des mots qui transcendent la somme de leur partie.
Pour Hélène Frappat, l'écriture de Jackson se passe d'une figure de style essentielle dans la littérature : la métaphore. Grâce à cela, un art poétique se dégage de ses textes, où tout est directement exprimé sans concession ni détours.

### Thèmes

#### Anxiété et angoisses psychologiques
L'œuvre de Jackson est grandement imprégnée par ses propres peurs et soucis de santé. Les thèmes liés à l'anxiété, à la dépression ou encore à la peur d'autrui se retrouvent souvent dans ses écrits, comme elle le dit elle-même:
« J'ai écrit sur les névroses et la peur, et je pense que mes livres tous mis bout à bout constitueraient une longue documentation sur l'anxiété. »
Chez beaucoup de personnages de son œuvre, le changement brutal de leur quotidien ou de leur perspective du monde entraîne de l'anxiété, de la terreur ou une paranoïa pouvant aller jusqu'à la perte d'identité,.

#### Le foyer: menace et refuge

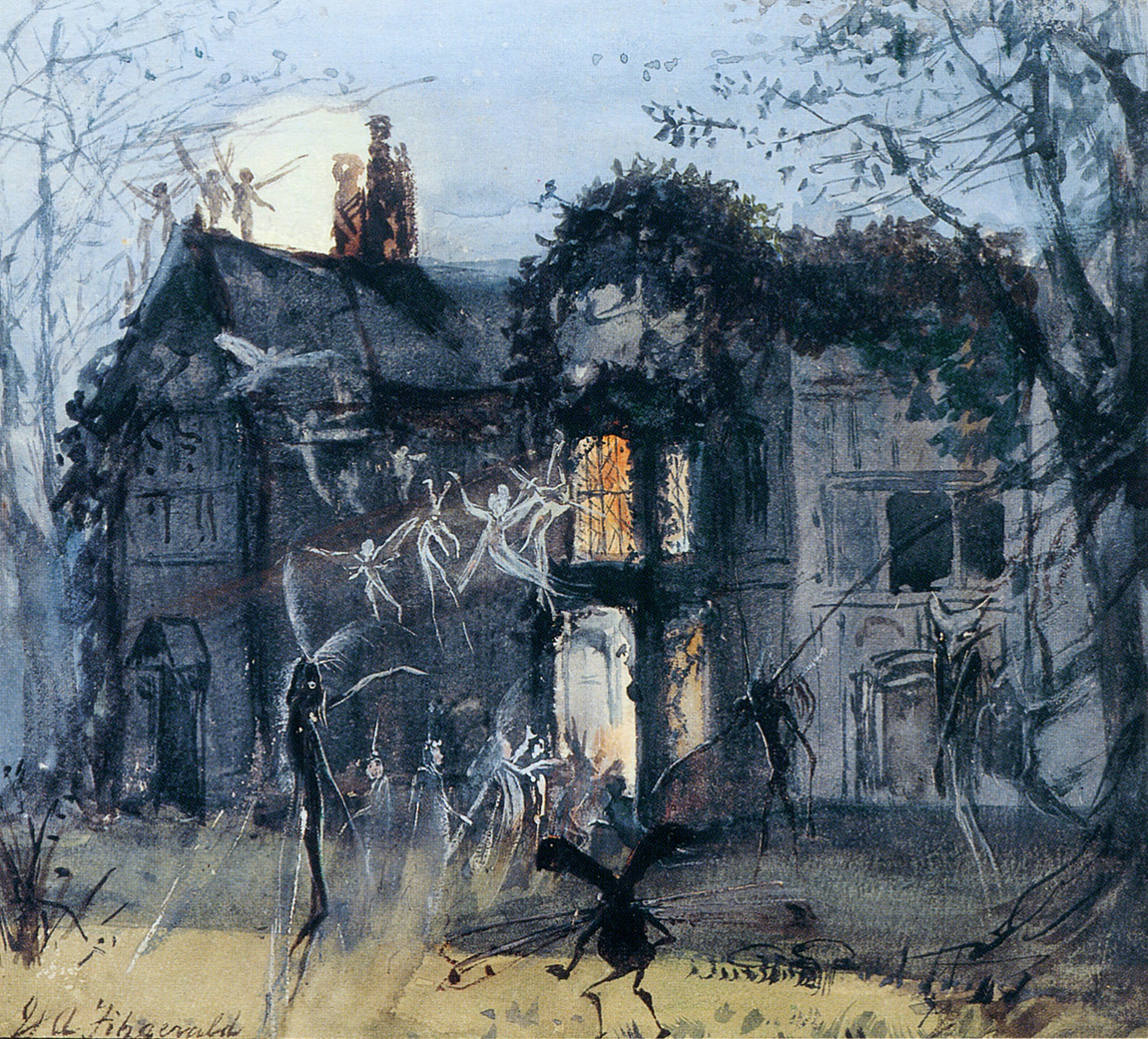
The Old Hall, Fairies by Moonlight, de John Anster Fitzgerald. La symbolique de la maison (hantée) est très récurrente chez Jackson.

De nombreux personnages de ses histoires sont aussi présentés comme casaniers, aimant rester enfermés dans leurs maisons en ermite du fait de craindre le monde extérieur : c'est le cas de Constance Blackwood dans Nous avons toujours vécu au château ou d'Eleanor dans Maison hantée. Même si la menace provient très souvent de l'intérieur de la maison, celle-ci est mise en opposition avec la menace extérieure qui paraît plus terrible encore : c'est le cas dans Le Cadran solaire où la famille reste ensemble face à un monde fragmenté, ou bien encore dans Maison hantée où Eleanor, malgré les manifestations surnaturelles de Hill House, préfère y rester plutôt que d'avoir à affronter le monde extérieur et retrouver la vie morose qu'elle avait. Ce thème de la maison aux propriétés paradoxales permet à Jackson d'enfermer le lecteur dans un environnement restreint, et d'exploiter ainsi un récit qui devient petit à petit anxiogène. Ainsi, la maison va jusqu'à devenir un miroir de l'état des personnages et une métaphore des relations humaines tortueuses.
Chez Jackson, la figure récurrente de la maison est à la fois source de préservation et de protection, et source de malheur et d'aliénation,,,.
Dans cette continuité, le schéma d'une femme cherchant à fuir une famille dysfonctionnelle ou une communauté claustrophobique la menant à la perte d'elle-même est récurrent. Cette fuite entraine alors l'apparition d'une figure romantique ou d'un refuge qui se révèle toujours éphémère et illusoire : dans Hangsaman, l'université où se rend Natalie Waite apparaît comme la clé truquée de son émancipation, et dans Louis, je t'en prie, reviens à la maison, la fuite de Louisa Tether signe sa mort aux yeux de sa famille.
Hélène Frappat voit en la maison, au-delà de l'histoire des femmes, un lieu de clivage entre la vie quotidienne, domestique, et la vie imaginaire et créative. Ce clivage est symbolisé en le lieu de vie principal de la femme au foyer américaine type : la maison. Très récurrente dans l'œuvre de Jackson, cette ambivalence est représentée par un équilibre entre folie et réalité, ou bien encore enfance et âge adulte, et témoigne de la vie de l'autrice qui a toujours dû alterner entre ses devoirs domestiques (ménage, préparation des repas, éducation des enfants) et l'écriture,.

#### Dualité et dédoublement
Les personnages dans ses romans sont pour la plupart des jeunes filles ou jeunes femmes, qui forment un couple : Merricat et Constance dans Nous avons toujours vécu au château, Theodora et Eleanor dans Maison hantée, Natalie et son amie Tony dans Hangsaman… Ces couples féminins servent de représentation de deux moitiés contradictoires, mais qui pourtant se complètent : la femme puissante et en colère, et la femme intimidée et piégée dans ses propres mécanismes (sociétaux, familiaux, mentaux…). Cette dualité incarne pour les personnages de Jackson une forme de déchirement entre la conformité de l'époque — femme au foyer cuisinière et aimante — et le véritable caractère inhibé de leur personnalité — personnage misanthrope et sauvage, avec un humour tranchant ou une façon d'agir contraire à la bienséance et la morale.
Pour Jean-Daniel Brèque, l'« héroïne jacksonienne » est toujours victime de double contraintes : attachement à son foyer mais désir de liberté, recherche de la sécurité mais étouffement lié à ses limitations, désir d'être soi-même mais peur du jugement des autres…
Une dualité entre citadins et ruraux se retrouve aussi dans plusieurs de ses histoires, où figure souvent un personnage venant de la ville ayant du mal à s'adapter dans un environnement rural, et où l'assimilation à la vie locale passe forcément par une sorte de « pacte implicite » : l'insertion d'un personnage dans un environnement qui n'est pas le sien passe forcément par une sorte de rituel secret où il se voit capable (ou non) de comprendre et partager un non-dit, de voir et d'accepter une limite bien définie, de se rendre utile à la communauté ou bien d'assimiler une histoire ou un passé commun qui lui permettra d'être accepté (À la maison, La Loterie). La dualité entre ville et campagne se traduit aussi dans les comportements des personnages, où la politesse hypocrite puis l'hostilité déclarée des ruraux s'oppose bien souvent à une forme de prétention et d'orgueil citadin (Les Vacanciers),,. De cette façon, et pour exprimer cette dualité, certains de ses écrits jouent avec les codes du folk horror.

#### Le surnaturel pour dire le réel
|  |

Les éléments surnaturels utilisés par Jackson, selon l'écrivaine Ruth Franklin (en), ne servent pas à provoquer des sensations fortes, mais au contraire à sonder les soubassements de la condition humaine et les dommages psychologiques auxquels l'humain et plus particulièrement les femmes sont exposées, dans la lignée d'Edgar Allan Poe ou d'Henry James. Ce qui définit donc l'œuvre jacksonienne, c'est l'utilisation d'un contexte en apparence banal, simple et connu mais qui, au fil du récit, tergiverse jusqu'à créer une cassure et un décalage troublant voir inquiétant, avec pour seul but d'écrire à propos des différents enjeux et contraintes qui imbibent les relations sociales. Dans cette continuité, son fils Barry Hyman décrit ses textes comme oscillant constamment à la frontière entre le trouble psychique et le surnaturel. Dans l'œuvre jacksonienne, l'enfer ne provient pas du surnaturel mais bien du réel : la vie quotidienne et bien rangée, les apparences conformistes et morales des gens et de la famille dissimulent une perfidie, une barbarie et une inhumanité latente, prête à surgir à n'importe quel moment sans aucune raison apparente. L'horreur de ses récits est donc avant tout une horreur domestique.

#### La place des femmes et des hommes
L'œuvre de Shirley Jackson place les préoccupations des femmes des années 1950 au premier plan, raison pour laquelle elle est reconnue comme une figure importante de la science-fiction féministe. Souvent, ces préoccupations sont le moteur même de l'horreur psychologique mise en évidence à travers certaines situations, et abordent des sujets intimement liés à la femme américaine du XXe siècle : le mariage (Paranoïa, La Lune de miel de Mrs Smith…), la relation de couple (La Souris, La Bonne Épouse…) ou encore la vie de famille et ses attentes (Louisa, je t'en prie, reviens à la maison…).
La sorcellerie en tant que symbole canalisateur de la puissance féminine est une autre thématique forte chez Jackson, où la plupart des protagonistes sont des femmes : les différentes formes de sorcellerie définissent des femmes hors des normes sociales qui parviennent toujours à obtenir ce qu'elles souhaitent. Mary Katherine Blackwood et son obsession pour les talismans, ou encore Natalie Waite et son jeu de Tarot en sont des illustrations typiques.
Les personnages masculins de ses textes, eux, sont souvent représentés de façon péjorative : absents, menaçants, vils, railleurs, naïfs, insignifiants ou encore impuissants, ils vont même jusqu'à devenir, avec Mes sauvages chéris et Démons en herbe, une caricature de son propre mari — des êtres risibles pas même capables d'accomplir une tâche domestique.

#### L'écriture et ses pouvoirs
L'acte d'écriture est lui aussi un thème récurrent chez l'autrice : se manifestant dans l'omniprésence de lettres, de livres ou de bibliothèques au sein du récit, il témoigne de l'importance presque obsessive de la création artistique et littéraire pour Jackson, et met en avant les capacités de l'écriture à « instruire, nourrir et nuire ». Ainsi, certains de ses récits montrent le pouvoir manipulateur et pervers que peut engendrer l'écriture, avec notamment l'utilisation de lettres anonymes (La Possibilité du Mal, La Bonne Épouse…).

### Influences

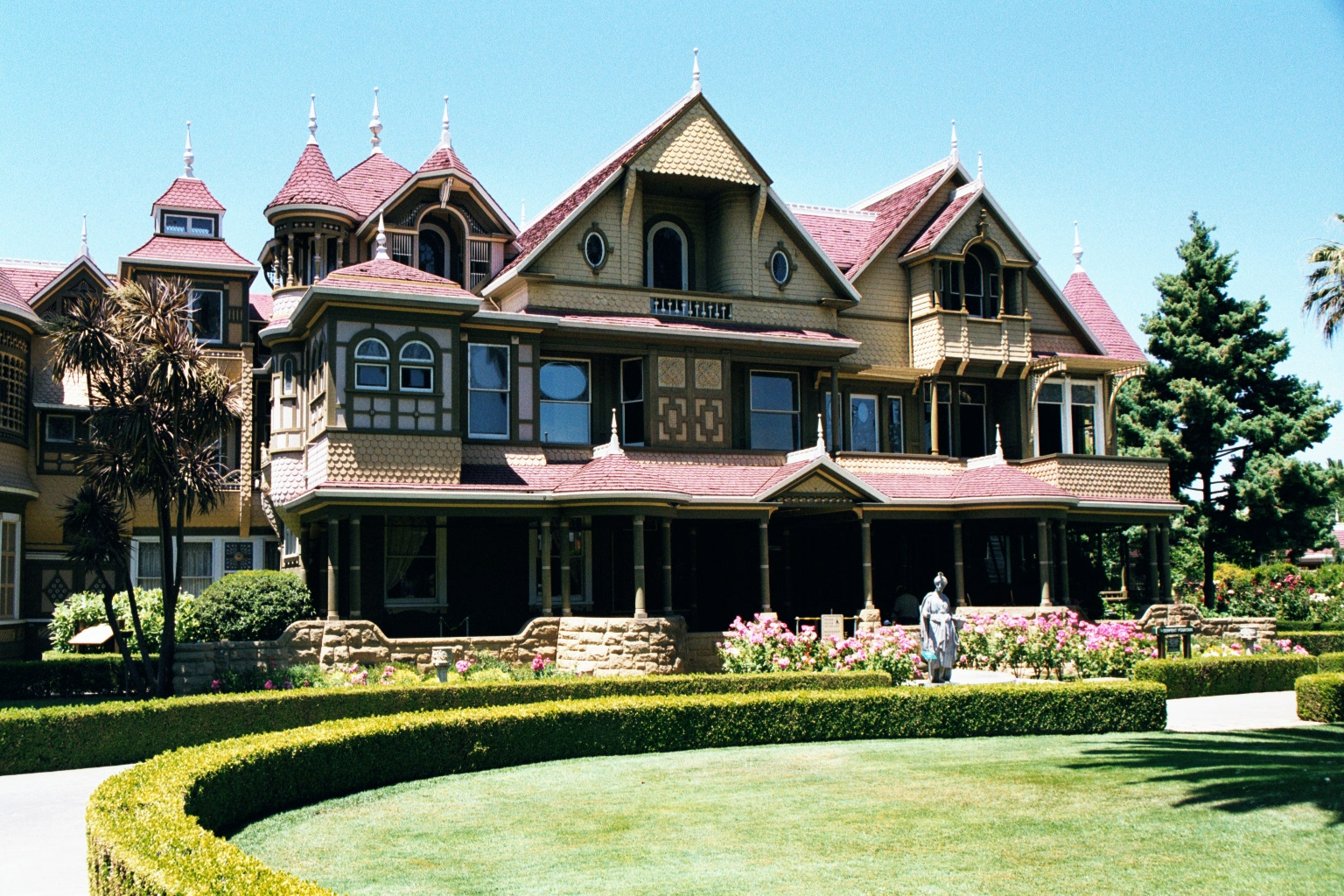
La maison Winchester, à San José, symbole même de la maison hantée.

En apparence, Shirley Jackson puise surtout son inspiration dans ses propres expériences, ses états dépressifs et anxieux, sa vie de famille, la relation conflictuelle qu'elle a avec sa mère et la déception de son mariage. Son expérience vis-à-vis des habitants de North Bennington lui inspire La Loterie, et le passé d'architecte de la famille de sa mère (les Bugbee) lui inspire toutes les bâtisses notables de son œuvre : Hill House, la maison des Blackwood… Elle aurait notamment récupéré de vieilles photographies des édifices construits par Samuel Bugbee avant leur destruction dans le séisme de 1906 pour s'en servir d'exemple pour les plans des maisons de ses propres histoires,. D'après son fils Barry, les murs du bureau où elle a écrit Maison hantée, Nous avons toujours vécu au château et Le Cadran solaire (situé dans leur seconde maison de North Bennington) étaient recouverts de photographies de vieilles maisons, ainsi que d'un papier épinglé près de sa machine à écrire sur lequel étaient écrits les mots : « From death to life to birth ».
Ses propres enfants sont pour elle une grande source d'inspiration, notamment pour les essais à registre plutôt comique qu'elle fait publier dans des magazines féminins. Jackson se plaît à observer ses enfants, à les voir évoluer et encourager leur imagination et créativité,. Selon la critique littéraire Ruth Franklin (en), sa carrière n'a pris de l'ampleur qu'après être devenue mère, et que sans ses enfants elle n'aurait très certainement pas été l'écrivaine qu'elle fut.
Du fait de son parcours littéraire et journalistique, Jackson a aussi été influencée par d'autres écrivains, notamment Nathaniel Hawthorne qu'elle disait admirer.

### Accueil critique
De son vivant, Shirley Jackson a longtemps été rejetée en tant que talentueuse conteuse d'histoires d'horreur. Certains critiques allaient même jusqu'à la discréditer en clamant qu'elle écrivait « non pas avec un stylo, mais avec un balai », la qualifiant de « femme plutôt hantée » ou encore de  « Virginia Werewoolf » (Virginia Loup-garou, en référence à Virginia Woolf),,. L'image générale que la critique et le public avait d'elle, la voyant comme sorte de véritable sorcière amatrice pratiquante — fable qu'elle n'a jamais nié, et qu'elle s'amusait même à nourrir, —, lui faisait défaut et a longtemps infirmé le sérieux de sa figure d'écrivain.
Betty Friedan, dans son livre La Femme mystifiée (1963), prend Jackson à parti et la définit comme une des « écrivains-ménagères », des femmes privilégiées jouant les fausses ménagères et qui écrivent à propos d'elles-mêmes comme si elles étaient de simples femmes au foyer,.
Selon Jacques Finné, le peu de reconnaissance accordé à l'œuvre de Jackson tient du fait qu'elle n'a jamais vraiment trouvé sa place, ni parmi une littérature académique, ni parmi une littérature pleinement populaire : « Toute sa vie, et son après-vie, elle s'est retrouvée assise entre deux chaises : elle passait pour trop excentrique chez les puristes-académiciens, et trop sage, trop sophistiquée pour les amateurs de fantastique hideux, gluant, fort, à la sauce King-Koontz. »,

## Postérité

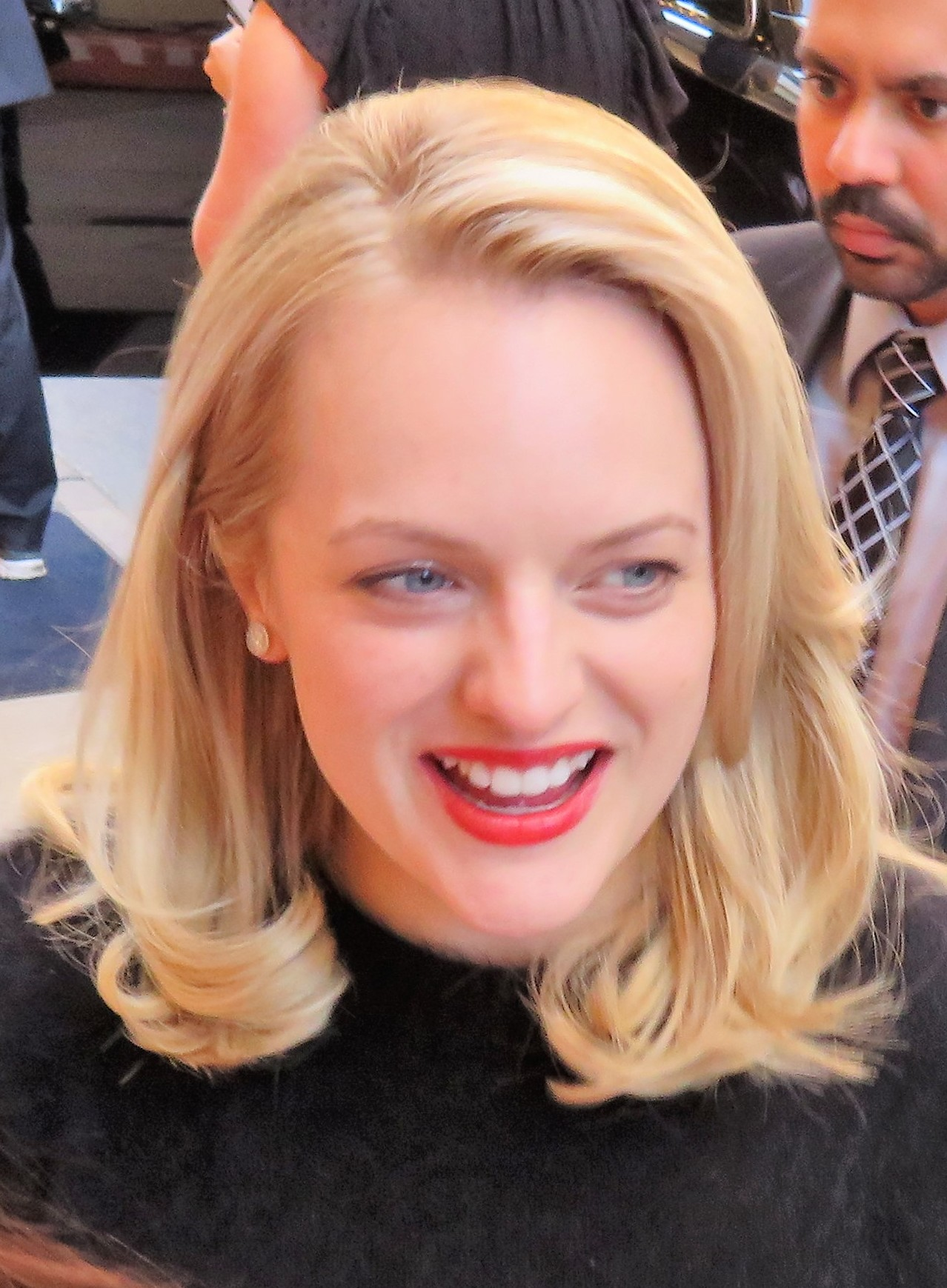
Elisabeth Moss, interprète de Shirley Jackson dans le film Shirley.

Shirley Jackson a laissé une marque importante dans la littérature américaine d'horreur et de fantastique, et continue d'influencer de nombreux auteurs. Le Prix Shirley-Jackson, fondé en 2008, rend hommage à l'héritage qu'elle a laissé en honorant des romans de thriller psychologique, d'horreur et de fantastique,.

L'œuvre de Shirley Jackson est souvent cité comme une influence majeure pour divers artistes et auteurs, notamment Neil Gaiman, Sarah Waters, Nigel Kneale, Joanne Harris, Richard Matheson, Jonathan Lethem, Victor LaValle et Stephen King,, qui lui dédicace son roman Charlie (1980) :
« À la mémoire de Shirley Jackson, qui n'a jamais eu à hausser la voix. »
Susan Scarf Merrell (en) a consacré en 2014 un roman, Shirley, a Novel, au personnage de Shirley Jackson et à celui de son mari, Stanley Edgar Hyman. Josephine Decker en a réalisé une adaptation, Shirley, en 2020. Le rôle de Shirley Jackson y est tenu par Elisabeth Moss et celui de Stanley Edgar Hyman par Michael Stuhlbarg. L'autrice y est « présentée d'une manière qui imite l'écriture d'horreur du célèbre auteur de fiction ». L'épisode relaté par le roman et le film est largement fictif, et se veut représentatif des thématiques de dualité abordés dans l'œuvre de Jackson.
Chaque année depuis 2015, la ville de North Bennington organise le Shirley Jackson Day (« Jour Shirley Jackson ») le 27 juin, pour honorer et célébrer l'héritage laissé par la romancière. Ce jour de célébration correspond à celui durant lequel prend place l'histoire de la nouvelle La Loterie.

## Œuvres

### Romans
- (en) The Road Through the Wall, 1948
- Hangsaman, Rivages, 2021 ((en) Hangsaman, 1951)
- (en) The Bird's Nest, 1954
- Le Cadran solaire, Presses-Pocket no 9151, 1995 ((en) The Sundial, 1958)
- Maison hantée, Librairie des Champs-Élysées, coll. « Le Masque fantastique » no 24, 1979 ((en) The Haunting of Hill House, 1959)Réédition, Presses-Pocket no 9092, 1993 ; réédition sous le titre Hantise, Presses-Pocket no 9218, 1999. Publié en français dans une nouvelle traduction sous le titre La Maison hantée, Payot & Rivages, coll. « Rivages/Noir » no 1032, 2016
- Nous avons toujours habité le château, Christian Bourgois, coll. « PJ », 1971 ((en) We Have Always Lived in the Castle, 1962)Réédition, Librairie des Champs-Élysées, coll. « Le Masque fantastique » no 13, 1979 ; réédition,  Union générale d'éditions, coll. « 10/18 » no 2078, 1990 ; réédition, Presses-Pocket no 9216, 1999. Publié en français dans une nouvelle traduction sous le titre Nous avons toujours vécu au château, Payot et Rivages, coll. « Rivages/Noir » no 880, 2012

### Recueils
- La Loterie et autres histoires, Librairie des Champs-Élysées, 1983 ((en) The Lottery and Other Stories, 1949), trad. Dominique MolsRéédition,  Presses-Pocket no 9108, 1994 (ISBN 2-266-06075-9). Ce recueil contient : La Dent, L'Amant Diabolique, The Villager, Charles, Ma vie chez R.H. Macy, Le Sorcier, Sept types d'ambiguïté, Les Renégats, Ébriété, Statue de sel, Colloque, Le Pantin, Combat judiciaire, Bien sûr !, Les hommes avec leurs grosses chaussures !, La Lettre de Jimmy, Comme ma mère les faisait, Jardin fleuri, Venez en Irlande danser avec moi, La Loterie.
- (en) The Magic of Shirley Jackson, Farrar, Straus and Giroux, 1966édité par Stanley Edgar Hyman.
- (en) Come Along with Me: Part of a Novel, Sixteen Stories, and Three Lectures, Viking Press, 1968édité par Stanley Edgar Hyman.
- (en) Just an Ordinary Day, 1996

- (en) Shirley Jackson: Novels & Stories, Library of America, 2010édition arrangée par Joyce Carol Oates

- (en) Let Me Tell You: New Stories, Essays, and Other Writings, Random House, 2015édition arrangée par Laurence et Sarah Hyman

- La Loterie et autres contes noirs, Rivages, coll. « Rivages/Noir », 2019 ((en) Dark Tales, Penguin Books, 2016), trad. Fabienne Duvigneau  (ISBN 978-2-7436-4642-4)Ce recueil contient : La Loterie, La Possibilité du Mal, Louisa, je t'en prie, reviens à la maison, Paranoïa, La Lune de miel de Mrs Smith, L'Apprenti sorcier, Le Bon Samaritain, Elle a seulement dit oui, Quelle idée, Trésors de famille, La Bonne Épouse, À la maison, Les Vacanciers. Postface de Miles Hyman.

### Nouvelles
- Janice (The Threshold, février 1938)
- Y and I (Syracuse, The Syracusan, octobre 1938)
- Y and I and the Ouija Board (Syracuse, The Syracusan, novembre 1938)
- My Friend (Syracuse, The Syracusan, décembre 1938)
- Concerning... Tomorrow (Syracuse, The Syracusan, mars 1939)
- Liaison a la Cockroach (Syracuse, The Syracusan, avril 1939)
- Call Me Ishmal (Spectre, automne 1939)
- Had We But World Enough (Spectre, printemps 1940)
- My Life in Cats (Spectre, été 1940)
- Ma vie chez R.H. Macy (My Life with R.H. Macy, The New Republic, 22 décembre 1941)
- Sept types d'ambiguïté (Seven Types of Ambiguity, Story Magazine, 1943)
- After You, My Dear Alphonse (New York, The New Yorker, janvier 1943)
- Venez en Irlande danser avec moi (Come Dance with Me in Ireland, The New Yorker, 15 mai 1943)
- Afternoon in Linen (New York, The New Yorker, 4 septembre 1943)
- An International Incident (The New Yorker, 12 septembre 1943)
- Little Dog Lost (Charm, octobre 1943)
- On the House (The New Yorker, 30 octobre 1943)
- A Fine Old Firm (The New Yorker, 4 mars 1944)
- Daughter, Come Home (Charm, mai 1944)
- The Villager (The American Mercury, août 1944)
- Colloque (Colloquy, The New Yorker, 5 août 1944)
- Little Old Lady (Mademoiselle, septembre 1944)
- The Bakery (Peacock Alley, novembre 1944)
- A Cauliflower in Her Hair (Mademoiselle, décembre 1944)
- The Gift (Charm, décembre 1944)
- Combat judiciaire (Trial by Combat, The New Yorker, 16 décembre 1944)
- When Things Get Dark (The New Yorker, 30 décembre 1944)
- The Home coming (Charm, avril 1945)
- Whistler's Grandmother (The New Yorker, 5 mai 1945)
- It Isn't the Money (The New Yorker, 25 août 1945)
- Les hommes avec leurs grosses chaussures ! (Men with Their Big Shoes, The Yale Review, mars 1947)
- La Loterie (The Lottery, The New Yorker, 26 juin 1948)
- Charles (Mademoiselle, juillet 1948)
- Statue de sel (Pillar of Salt, Mademoiselle, octobre 1948)
- La Dent (The Tooth, The Hudson Review, 1949)
- Comme ma mère les faisait (Like Mother Used to Make, La Loterie et autres histoires, 1949)
- Le Sorcier (The Witch, La Loterie et autres histoires, 1949)
- L'Amant Diabolique (The Daemon Lover ou The Phantom Lover, (Woman's Home Companion, février 1949)
- The Dummy (avril 1949)
- The Third Baby's the Easiest (Harper's Magazine, mai 1949)
- Family Magician (Woman's Home Companion, septembre 1949)
- The Wishing Dime (Good Housekeeping, septembre 1949)
- My Son and the Bully (Good Housekeeping, octobre 1949)
- Les Renégats (The Renegades, Harper's Magazine, novembre 1949)
- The Life Romantic (Good Housekeeping, décembre 1949)
- Les Vacanciers (The Summer People, Charm, 1950)
- The Island (New Mexico Quarterly Review, 1950)
- Account Closed (Good Housekeeping, avril 1950)
- The Lovely Night (Collier's, 8 avril 1950)
- All the Girls Were Dancing (Collier's, 11 novembre 1950)
- About Two Nice People (Ladies' Home Journal, juillet 1951)
- Mrs. Melville Makes a Purchase (Charm, octobre 1951)
- Monday Morning (Woman's Home Companion, novembre 1951)
- The Lovely House (New World Writing n°2, 1952)
- Night We All Had Grippe (Harper's Magazine, janvier 1952)
- The First Car Is the Hardest (Harper's Magazine, février 1952)
- The House (Woman's Day, mai 1952)
- The Strangers (Collier's, 10 mai 1952)
- The Most Wonderful Thing (Good Housekeeping, juin 1952)
- Journey with a Lady (Harper's Magazine, juillet 1952)
- Nice Day for a Baby (Woman's Home Companion, juillet 1952)
- The Box (Woman's Home Companion, novembre 1952)
- Happy Birthday to Baby (Charm, novembre 1952)
- Visions of Sugarplums (Woman's Home Companion, décembre 1952)
- Day of Glory (Woman's Day, février 1953)
- The Clothespin Dolls (Woman's Day, mars 1953)
- Root of Evil (Fantastic, mars-avril 1953)
- Worldly Goods (Woman's Day, mai 1953)
- Shopping Trip (Woman's Home Companion, juin 1953)
- Nothing to Worry About (Charm, juillet 1953)
- The Second Mrs. Ellenoy (Reader's Digest, juillet 1953)
- Lucky to Get Away (Woman's Day, août 1953)
- So Late on Sunday Morning (Woman's Home Companion, septembre 1953
- The Friends (Charm, novembre 1953)
- Alone in a Den of Cubs (Woman's Day, décembre 1953)
- Don't Tell Daddy (Woman's Home Companion, février 1954)
- Bulletin (The Magazine of Fantasy & Science Fiction, mars 1954)
- Aunt Gertrude (Harper's Magazine, avril 1954)
- Mother Is a Fortune Hunter (Woman's Home Companion, mai 1954)
- The Order of Charlotte's Going (Charm, juillet 1954)
- Un jour comme les autres, avec des cacahuètes (One Ordinary Day, With Peanuts, The Magazine of Fantasy & Science Fiction, janvier 1955)
- Queen of the May (McCall's, avril 1955)
- A Little Magic (Woman's Home Companion, janvier 1956)
- One Last Chance to Call (McCall's, avril 1956)
- It's Only a Game (Harper's Magazine, mai 1956)
- Every Boy Should Learn to Play the Trumpet (Woman's Home Companion, octobre 1956)
- The Sneaker Crisis (Woman's Day, octobre 1956)
- The Missing Girl (The Magazine of Fantasy & Science Fiction, décembre 1957)
- The Omen (The Magazine of Fantasy & Science Fiction, mars 1958)
- Strangers in Town (The Saturday Evening Post, 30 mai 1959)
- Karen's Complain (Good Housekeeping, novembre 1959)
- Santa Klaus, I Love You (Good Housekeeping, décembre 1959)
- A Great Voice Stilled (Playboy, mars 1960)
- Louisa, je t'en prie, reviens à la maison (Louisa, Please Come Home, Ladies' Home Journal, mai 1960)
- Elle a seulement dit oui (All She Said Was Yes, Vogue, 1er novembre 1962)
- Birthday Party (Vogue, 1er janvier 1963)
- The Little House (Ladies' Home Journal, juin 1964)
- The Bus (The Saturday Evening Post, 27 mars 1965)
- À la maison (Home, Ladies' Home Journal, août 1965)
- La Possibilité du Mal (The Possibility of Evil, The Saturday Evening Post, 18 décembre 1965)
- I.O.U., (Gentleman's Quaterly, décembre 1965)
- Come Along With Me (Come Along With Me, Viking Press, 1968)
- I Know Who I Love (Come Along With Me, Viking Press, 1968)
- The Beautiful Stranger (Come Along With Me, Viking Press, 1968)
- The Rock (Come Along With Me, Viking Press, 1968)
- A Day in the Jungle (Come Along With Me, Viking Press, 1968)
- La Bonne Épouse (The Good Wife, Just an Ordinary Day, Bantam Books, 1996)
- La Lune de miel de Mrs Smith (The Honeymoon of Mrs Smith, Just an Ordinary Day, Bantam Books, 1996)
- I Don't Kiss Strangers (Just an Ordinary Day, Bantam Books, 1996)
- Indians Live in Tents (Just an Ordinary Day, Bantam Books, 1996)
- Le Bon Samaritain (Jack the Ripper, Just an Ordinary Day, Bantam Books, 1996)
- The Smoking Room (Just an Ordinary Day, Bantam Books, 1996)
- The Story We Used to Tell (Just an Ordinary Day, Bantam Books,  1996)
- Summer Afternoon (Just an Ordinary Day, Bantam Books, 1996)
- The Very Strange House Next Door (Just an Ordinary Day, Bantam Books, 1996)
- What a Thought (Just an Ordinary Day, Bantam Books, 1996)
- La Souris (The Mouse, Just an Ordinary Day, Bantam Books, 1996)
- Paranoïa (Paranoia, The New Yorker, 5 août 2013)
- The Man in the Woods (The New Yorker, 28 avril 2014)
- L'Apprenti sorcier (The Sorcerer's Apprentice, McSweeney's n°47, 2014)
- The Lie (McSweeney's n°47, 2014)
- Trésors de famille (Family Treasures, Let Me Tell You, Random House, 2015)
- Dinner for a Gentleman (Shirley Jackson: A Rather Haunted Life, septembre 2016)
- Adventure On a Bad Night (The Strand Magazine, décembre 2020)
- Charlie Roberts (The Strand Magazine, juin 2022)
- Only Stand and Wait (The Strand Magazine, juin 2022)

### Mémoires
- Démons en herbe, Horay, coll. « Pschitt » no 39, 1957 ((en) Life Among the Savages, 1953)
- Mes sauvages chéris, Marabout, no 171, 1958 ((en) Raising Demons, 1957)

### Livres pour enfants
- (en) The Witchcraft of Salem Village, Random House, 1956
- (en) The Bad Children, Dramatic Publishing Company, 1959
- (en) Nine Magic Wishes, Crowell-Collier Pub. C., 1963
- (en) Famous Sally, Harlin Quest, 1966

## Distinctions

### Récompenses
Sa nouvelle Possibilité du Mal ((en) The Possibilty of Evil) remporte en 1966 le prix Edgar-Allan-Poe dans la catégorie « meilleur nouvelle (best short story) ».
La Loterie ((en) The Lottery) fait partie des nouvelles publiée dans le O. Henry Prize Stories de 1949.
Plusieurs de ses nouvelles ont été incluses dans l'anthologie des « Meilleures Nouvelles Américaines » (Best American Short Stories), notamment Venez en Irelande danser avec moi ((en) Come Dance With Me in Ireland) en 1944, Les Vacanciers ((en) The Summer People) en 1951, One Ordinary Day, With Peanuts en 1956 et Birthday Party en 1964.

### Nominations
Sa nouvelle Louise, je t'en prie, reviens à la maison ((en) Louisa, Please, Come Home) est nommée en 1961 dans la catégorie « meilleur nouvelle (best short story) » du prix Edgar-Allan-Poe.
Maison hantée fait partie des finalistes nommés dans la catégorie « Fiction » du National Book Award de 1960.

## Adaptations

### Théâtre
- 1966 : We Have Always Lived in the Castle de Hugh Wheeler, d'après le roman éponyme.

### Bande dessinée
- 2017 : La Loterie par Miles Hyman, (petit-fils de Shirley Jackson), Éditions Casterman.

### Cinéma
- 1957 : Lizzie de Hugo Haas, d'après The Bird's Nest
- 1963 : La Maison du diable (The Haunting) de Robert Wise, d'après Maison hantée
- 1997 : Long crépuscule (Hosszú alkony) d'Attila Janisch (pl)
- 1999 : Hantise (The Haunting) de Jan de Bont, remake de La Maison du diable
- 2007 : The Lottery d'Augustin Kennady (court-métrage), d'après la nouvelle La Loterie
- 2019 : Nous avons toujours vécu au château (We Have Always Lived in the Castle) de Stacie Passon, d'après le roman du même nom

### Télévision
- 1951 : La Loterie (TV), série Fireside Theatre (en)
- 1952 : The Summer People (TV), série Curtain Call
- 1959 : Boy on a Fence (TV), série Lux Playhouse (en)
- 1969 : The Lottery de Larry Yust (court-métrage, BBC), d'après la nouvelle éponyme
- 1974 : Un jour comme les autres avec des cacahouètes (TV), d'Édouard Molinaro, série  Histoires insolites
- 1982 : Come Along with Me (TV) de Joanne Woodward
- 1996 : La Loterie (The Lottery) (TV, NBC) de Daniel Sackheim, inspiré de la nouvelle éponyme
- 2018 : The Haunting of Hill House, première saison de la série télévisée d'anthologie The Haunting de Mike Flanagan, diffusée sur Netflix

#### Études sur Shirley Jackson
- Jacques Finné, Panorama de la littérature fantastique américaine (essai), éditions Terre de brume, coll. « Terres fantastiques », 2018, 660 p. (ISBN 978-2-843-62651-7, lire en ligne)
- (en) Darryl Hattenhauer : Shirley Jackson's American Gothic, 2003 (State University of New York Press)
- (en) Bernice M. Murphy, Shirley Jackson: Essays on the Literary Legacy, McFarland & Company, 5 octobre 2005, 304 p. (ISBN 978-0-7864-2312-5, lire en ligne)

#### Biographies
- (en) Judy Oppenheimer, Private Demons: The Life of Shirley Jackson, G. P. Putnam's Sons, 1988 (ISBN 978-0-449-90405-3)
- (en) Ruth Franklin, Shirley Jackson : A Rather Haunted Life, Boni & Liveright, 2016, 624 p. (ISBN 978-1-438-11631-0).

#### Revue
- Shirley Jackson, Alix E. Harrow, Caitlín R. Kiernan, Olivier Caruso et L. L. Kloetzer (ill. Miles Hyman), Shirley Jackson : Hantée (revue littéraire), Le Bélial', coll. « Bifrost » (no 99), août 2020, 192 p. (ISBN 978-2-913039-96-4, EAN 9782913039964, lire en ligne)

### Radio
- « La reine des ombres : centenaire de Shirley Jackson (1916-2016) », "Mauvais Genres", podcast présenté par François Angelier. (émission radiophonique), sur France Culture, 15 octobre 2016.

### Sources
- Claude Mesplède (dir.), Dictionnaire des littératures policières, vol. 2 : J - Z, Nantes, Joseph K, coll. « Temps noir », 2007, 1086 p. (ISBN 978-2-910-68645-1, OCLC 315873361), p. 21-22.
- Stephen King, Anatomie de l'horreur, Paris, Éditions Albin Michel, 3 septembre 2018, 624 p. (ISBN 978-2-226-32603-4), chap. 9 (« La Littérature d'Horreur »), p. 341-372.
- Miles Hyman (trad. Juliette Hyman, ill. Miles Hyman), La Loterie : d'après Shirley Jackson, Casterman, 14 septembre 2016, 168 p. (ISBN 9782203097506, EAN 9782203097506), « Shirley Jackson par Miles Hyman », p. 147-158.

- Shirley Jackson, Jean-Daniel Brèque, Éric Jentile, Erwann Perchoc et Alain Sprauel (ill. Miles Hyman), Shirley Jackson : Hantée (revue littéraire), Le Bélial', coll. « Bifrost » (no 99), août 2020, 192 p. (ISBN 978-2-913039-96-4, EAN 9782913039964, lire en ligne), Carnets de Bord, « Au Travers du Prisme : Shirley Jackson », p. 136-180.
- Shirley Jackson (postface Miles Hyman), La Loterie et autres contes noirs, Paris, Payot et Rivages, coll. « Rivages/Noir », février 2019, 251 p. (ISBN 978-2-7436-4642-4), « Shirley Jackson, la métaphysique de l'angoisse », p. 227-251.